# Diodurum

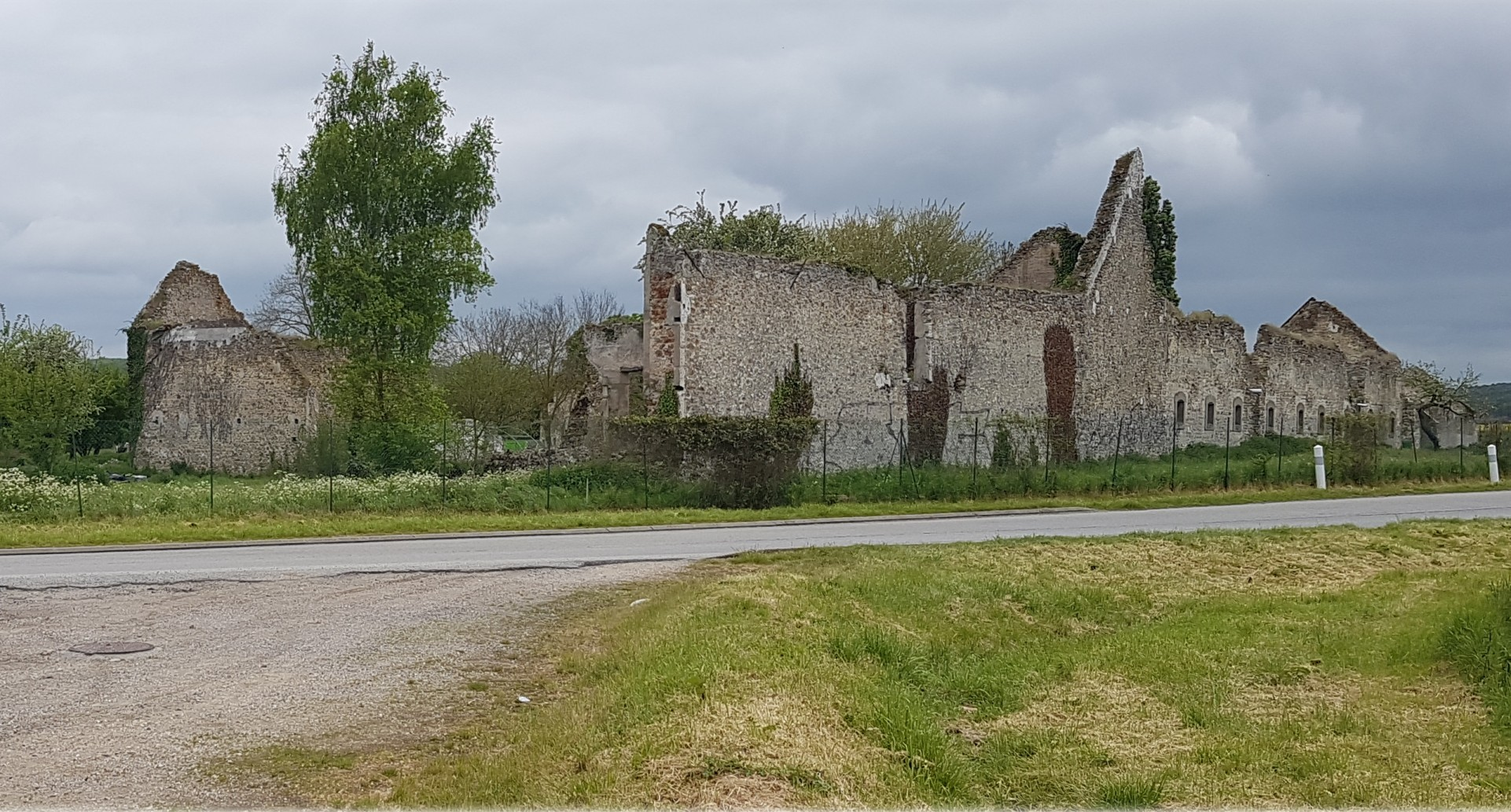
Vista di Diodurum oggi.

Diodurum era un'importante città gallo-romana situata nel pagus dei Carnuti. Si trova nell'attuale comune di Jouars-Pontchartrain (Yvelines) ed è considerata il principale centro amministrativo e commerciale gallo-romano dell'Île-de-France.

## Etimologia
L'antica città di Diodurum viene menzionata solo nell'Itinerarium Antonini come Dioduro, una forma tardo-latina derivata dal termine gallico divo (divino), originariamente associato a duron (porta), poi a "mercato chiuso, piazza, foro" e infine a "città con mura". Questo toponimo ha dato origine al nome attuale Jouars attraverso l'evoluzione fonetica della lingua romana.

## Storia
La città gallo-romana di Diodurum risale al I secolo a.C. ed è stata abitata fino al II secolo d.C.
Essa si trovava in una posizione strategica, essendo un importante incrocio di diverse vie di comunicazione, in particolare lungo la strada che collegava Lutezia a Durocasses (Dreux), nonché da Caesaromagus (Beauvais) ad Autricum (Chartres) e Cenabum (Orléans). Nel XII secolo, il sito divenne una fattoria cistercense chiamata Ferme d'Ithe, che faceva parte dell'abbazia cistercense di Notre-Dame des Vaux di Cernay, situata a una ventina di chilometri più a sud.